# Langensalzwedel
Langensalzwedel este o comună din landul Saxonia-Anhalt, Germania.